# Herttoniemi (stație de metrou)

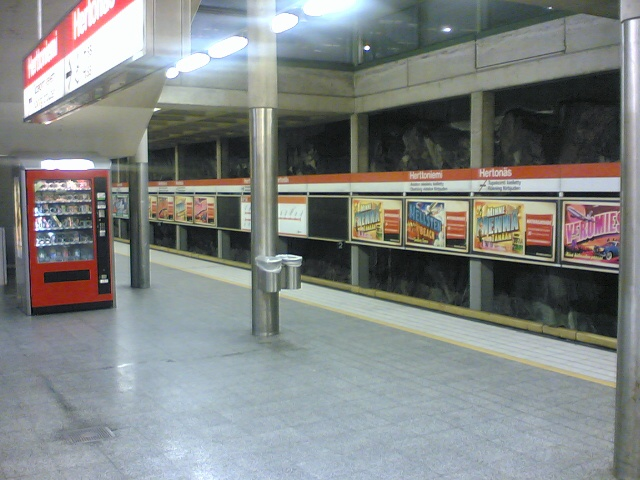
Staţia Herttoniemi

Herttoniemi (Hertonäs în suedeză) este o stație de suprafață a metroului din Helsinki care servește cartierul Herttoniemi din estul orașului. Stația a fost inaugurată pe 1 iunie 1982 și planificată de Jaakko Ylinen și Jarmo Maunula. Este situată la o distanță de 1,442 km de la Kulosaari și 1,367 km de la Siilitie.